# Mate Kovačević (slikar)
Mato Kovačević - Eskaviljo (Podcrkavlje kod Slavonskog Broda, 19. veljače 1944. – Speyer, 27. svibnja 2023.), bio je hrvatski slikar.

## Životopis
Rođen je 1944. godine u Podcrkavlju kod Slavonskog Broda, a najveći dio svoje mladosti, radnoga i slikarskoga vijeka proveo je u Borovu Naselju i Vukovaru.

### Boksač
12 godina se aktivno bavio boksom u BK "Borovo" za koji je boksao u oko 250 susreta. U karijeri je bio dva puta prvak Hrvatske a nastupao je i za tadašnju reprezentaciju Hrvatske.
Umro je u Speyeru, 2023. godine.

## Djelo
Aktivno se bavi slikarstvom od 1975. godine ostvarivši golem opus tehnikom ulja, akvarela i crteža.
Priredio je više od 50 samostalnih i preko 100 zajedničkih izložbi. Ilustrirao je veći broj knjiga i časopisa. Sudjelovao je u mnogim humanitarnim izložbama tako da njegove slike krase mnoge privatne zbirke i galerije u domovini i inozemstvu. Njegova fotomonografija "ESKAVILJO" promovirana je 29. kolovoza 1986. godine u Borovu Naselju. Od 1991. godine živio je i radio u Speyeru u Njemačkoj.

## Nagrade
U Hrvatskoj i inozemstvu, dobio je brojne nagrade i priznanja, među kojima srebrenu medalju na izložbi u Bologni 1981. godine i plaketu grada Zagreba 1987. godine. 
- Borovo, 1977. - II novčana nagrada na konkursu za likovno stvaralaštvo radnika SOUR "BOROVO"
- Borovo, 1978. - II nagrada na konkursu za MZK "SAVA" Šid
- Borovo, 1979. - II nagrada na konkursu za MZK "SAVA" Šid
- Bologna, 1981. - Srebrna medalja na izložbi "ZAGREB-BOLOGNA"
- Belišće, 1984. - Plaketa muzeja Belišće za sudjelovanje na likovnoj koloniji "TVORNIČKI RADNIK"
- Zagreb, 1985. - "ZLATNI KIST", tradicionalna nagrada za slikarstvo najuspješnijim članovima "Grupe 69"
- Kraljevo, 1985. - Otkupna nagrada Vijeća Saveza sindikata Kraljeva "U RUšEVINAMA" akvarel 50x35 cm
- Vukovar, 1986. - Brončana plaketa "Stjepan Supanc" za rad u likovnom stvaralaštvu i doprinos širenju kulture
- Zagreb, 1989. - Plaketa grada Zagreba za sudjelovanje u manifestaciji "KARAVAN PRIJATELJSTVA ZAGREB-BEOGRAD"
- Pljevlja, 1988. - Jugoslovenski nagradni konkurs "PIVO KARAMETIJEVIĆ" i nagrada za crtež "RUŠEVINE", kom.teh.40x35cm
- Zagreb, 1989. - Nagrada Kulturno-prosvjetne zajednice Skoplje na međunarodnoj izložbi u Zagrebu
- Zagreb, 1989. - Jubilarna plaketa "Grupe 69" za dosadašnji rad u grupi
- Montemitro, 1990. - Srebrna medalja "COMMUNE DI MONTEMITRO" za sudjelovanje na likovnoj koloniji s "Grupom 69"

## Vanjske poveznice
- www.eskaviljo.com  Arhivirana inačica izvorne stranice od 31. svibnja 2013. (Wayback Machine)
- HKZ: Kovačević - izložba  Arhivirana inačica izvorne stranice od 9. srpnja 2012. (Wayback Machine)
- flickr.com: Eskaviljo